# Prépostváry család
A lokácsi Prépostvári család az 1500-as évek eleje körül, I. Ferdinánd korában tűnt fel, s egy század alatt, három nemzedék múltán le is tűnt.

## Története
Első ismert tagja Lokachi Chavrack Miklós volt, aki II. Lajos magyar király korában élt, és akinek II. Lajos király 1524. október 26-án Budán címert és nemesi levelet adott érdemei elismeréseként, később Miksa magyar király 1569. március 13-án Chavrack másképpen Prépostváry Bálint részére erről megerősítő okiratot adott ki.
Az 1500-as évek közepén élt I. Bálint, aki nejével és apjával együtt 1569-ben Szatmár megyei részbirtokokra királyi adományt nyert. Neje: Tardy Dorottya volt, kitől II. Bálint és István nevű fia született.
István ki 1584-ben élt, utód nélkül halt el.
II. Bálint :  1561-ben II. János moldvai fejedelem részére Moldvában járt.
1574-ben Kassán volt hadnagy, s részt vett a szikszói győzelemben is.
1575-ben a kállói vár kapitánya volt, s Bekes Gáspárral tartott Báthory ellenében.
1588-ban Miksa főherceggel Lengyelországban járt./Miksa főherceg: Miksa (1564-1576) magyar uralkodó fia, I. Ferdinánd (1526-1564) unokája volt./
1589-ben bárói rangot kapott.
1593-ban Prépostváry Bálint vezetésével Somoskő várát foglalták vissza a magyarok a törököktől.
1594-ben az Egri vár kapitánya volt.
1595-ben már kassai főkapitány, királyi tanácsos
II. Bálint neje Csáky Anna volt.
Egy fiú gyermeke; Zsigmond született.
Prépostváry Bálint 50 éves korában; 1597 december 23-án hunyt el Szatmár megyében, Csengerben, a bélteki (Krasznabéltek) templomban temették el. Sírfeliratát Szirmay Antal jegyezte fel:
"Ha a nemzet hada támadván, őt kérte, 
Ez jószerencsével fogott fegyvert érte.
Ha békesség vala, annak folyásával
Az egész közösség élt szolgálatával.
Kálló, Kassa, Eger ennek bizonysága,
Melyeket vezérlett éles okossága..."
Fia: Zsigmond Bethlen korában élt.
1619-ben Felsőegregyen is részbirtokos volt, itteni birtokrészét azonban a hozzá való igaz barátságáért Rétsei Pálnak adta.
1644-ben Közép-Szolnok és Kraszna vármegye főispánja volt.
A bélteki uradalom birtokosa volt, (Szákos, Sándorfalva, Becs, Pethe, Rente-,
Közép-,Felső-Homoród, és Dobra, Esztron és Göngyön részbirtokokkal) melybe királyi adomány címén 1633-ban iktatták be.
Meghalt: 1645-ben.
Nejétől, Széchy Katalintól (Ki előbb Gyulaffy László özvegye volt.) gyermekei nem maradtak.
Utód nélküli halála miatt javai – főleg azok, melyeket Erdélyben bírt – a kincstárra szálltak.
A bélteki uradalom 1778-ban gróf Károlyi Antal birtoka lett, melyet királyi adományként kapott meg.